# Génie de brousse
Un génie de brousse ou esprit de brousse désigne en ethnologie ou en histoire des religions une entité surnaturelle qui est "la personnification fréquente des forces de la nature" présente dans les folklores d'Afrique de l'Ouest.
Parfois distinction est faite entre les petits génies de brousse et le Grand Génie de brousse, le Roi de la brousse. Par exemple, "le bèlès des chasseurs est le grand esprit de la brousse, protecteur des animaux, qu'il dissimule, si l'on n'a pas pris soin de se concilier ses faveurs."
La notion relève de traditions anciennes. Aimé Césaire : "Un jour, le Nègre s'empara de la cravate du Blanc, se saisit d'un chapeau melon, s'en affubla et partit en riant... Il se moqua de ceux qui n'en portaient point et renia son père qui a nom Esprit de Brousse... C'est un peu l'histoire du Nègre d'avant-guerre qui n'est que le Nègre d'avant-raison."

## Exemples
"Toutes les populations de l’Afrique de l’Ouest parlent d’un peuple de petits génies de brousse qui occuperait l’espace non habité et non cultivé par l’homme. Les Moose les appellent kinkirse, les Éwé aziza, les Gourmantché pola, les Lobi kontee, et rares sont les sociétés qui n’ont pas élaboré une ethnographie précise de ces voisins imaginaires, détaillant leur aspect physique, leur habitat, leurs techniques de production, leurs coutumes alimentaires et jusqu’à leur vie sociale et religieuse... Partout, les génies sont décrits comme des nains recouverts de cheveux" (Klaus Hamberger).
"Chez les Mossi, à chaque naissance humaine correspondrait une naissance de kinkirga (génie de brousse), les deux êtres liant leur destinée l'un à l'autre."